# Otros Aires
Otros Aires es un proyecto de tango/electrotango iniciado en Barcelona, España y continuado en Buenos Aires Argentina por el músico y arquitecto argentino Miguel Di Génova. Con una impronta arqueológico-electrónica de tango el proyecto mezclaba sonidos de principios del siglo XX (Gardel, Razzano, D'Arienzo, entre otros) con música electrónica y otros sonidos contemporáneos.
Otros Aires fue declarado de Interés Cultural por la Ciudad de Buenos Aires en el año 2018.
Este proyecto cuenta con muchos colaboradores, tales como: Diego Ramos (colaborador principal, piano, arreglos y coautor), Martín Bruhn (batería), Martín Paladino (batería), Manu Mayol (batería y producción) Pablo Potenzoni (batería), Javier Saume Mazzei (batería), Christian Maturano (batería), Carlos Ocorso (percusión), Chloë Pfeiffer (piano), Lalo Zanelli (piano), Hugo Satorre (bandoneón), Lisandre Donoso (bandoneón), Herve Esquís (bandoneón), Emmanuel Trifilio (bandoneón), Marisa Mercade (bandoneón), Simone Van Der Veerden (bandoneón), Joe Powers (armónica), Nick Wadlew (artes de tapa), Pablo Meketa (artes de tapa), Marcelo Sofía (artes de tapa), Charly Fiorentino (artes de tapa), Miru Trigo (fotografía - Farbone Studio) y Santiago Saponi (videoclips / videoartes) entre otros.

## Historia
Desde sus orígenes surgió como un espectáculo eminentemente audiovisual. Gestada en Barcelona por el músico y arquitecto argentino Miguel Di Génova, Otros Aires irrumpió en la escena mediterránea con la colaboración de los catalanes Toni Cubedo (bajo) y Josep Lluis Guart (piano), en formato Sound System.
Ya en Buenos Aires, Otros Aires adquiere su color definitivo con las incorporaciones del bandoneonista Hugo Satorre, del baterista Emmanuel Mayol y del teclista Pablo Lasala, consolidando un sonido propio dentro del género conocido como tango electrónico.
Después de rodar por innumerables eventos dentro de la capital argentina, el 11 de diciembre de 2004, Día Nacional del Tango, Otros Aires presentó su primer disco en el museo Casa Carlos Gardel, con motivo del cumpleaños del famoso cantante.
El rápido éxito internacional de la banda los llevó en 2006 a una extensa gira europea con conciertos en Alemania, Holanda, Polonia, Grecia y Turquía.
En 2007 edita su disco Otros Aires dos.
En 2008 Otros Aires edita un disco en vivo llamado Vivo en Otros Aires junto con un documental de la banda de nombre homónimo. El disco en vivo fue registrado en el teatro ND Ateneo de Buenos Aires y en varios países de Europa. El documental es un recorrido audiovisual que conecta a Buenos Aires con el resto del mundo siguiendo los pasos de la agrupación. La película ¨Vivo en Otros Aires¨ fue realizada por el director Santiago Saponi.
El 25 de mayo de 2010, día del bicentenario argentino, después de 6 años de trayectoria, 2 discos de estudio, 1 disco en vivo, 1 DVD documental y 14 giras por Europa, América del Norte y América del Sur (abarcando más de 50 ciudades), Otros Aires lanza su tercer álbum de estudio. Otros Aires Tricota es definitivamente una bisagra acústica entre tradición y modernidad porteñas. Grabado con la colaboración de la orquesta típica Erica Di Salvo, este álbum se adentra en las estructuras fundamentales del tango orquestal, para ponderarlas a veces y subvertirlas otras, deconstruyendo y reconstruyendo de esta forma un género que sigue en ebullición desde sus orígenes, hace 130 años.
Aquí, Otros Aires da un paso fundamental en el desarrollo de la música porteña: por primera vez la orquesta típica y la electrónica coinciden en un proyecto común.
- Voz, guitarra, secuencias electrónicas y producción artística: Miguel Di Génova
- Orquesta típica: Erica Di Salvo.
- Arreglos orquestales: Diego Ramos

En 2013 edita su disco Otros Aires 4 (Big Man Dancing - Título dedicado a Nick Wadley, el creador de los dibujos del disco).
En 2015 edita su disco Otros Aires Perfect Tango. Consecuencia de su trabajo con Miles Copeland y la invitacion a participar del Songwriters Retreat en el Chateau Marouatte en Francia.
Conciertos de Otros Aires en Argentina y aledaños:
- Milongas: La Viruta, Tangocool, La Nacional, La Ideal, Salón Canning, Parakultural, Italia Unita, La Vikinga, entre otras.
- Eventos: Noche de los museos 2005 (Torre Monumental), Museo Casa Carlos Gardel, Círculo de Creativos Argentinos, Volvo, Museo Renault, Radio Set, Código País, Palacio Duhau, Festival Tango joven Uruguay, Bar Abierto Tango Club (Chile), Festival de Tango de Buenos Aires (2006 y 2009), Teatro Empire, Teatro ND Ateneo, entre otros.
- Canales de televisión: Canal 13, Telefé, Canal 9 y varios de cable.

Conciertos de Otros Aires en Europa, América del Norte y América del Sur:
- 'Europa 2006': Berlín (festival de Tango Berlín), Wiesbaden, Schwerin, Hamburgo, Bremen, Stuttgart, Düsseldorf, Freiburg, München, Eindoven, Tilburg, Estambul, Atenas y Varsovia.

- 'Europa 2007' junio / julio Lisboa, Ámsterdam, Viena, Berlín, Milán, Padova, Bolonia, Tavira, Mentón, Hamburgo y Amberes.

- 'Europa 2008', enero: Roma, Cesena, Nápoles, Catania, Génova, Vicenza, Atenas y Salónica.

- 'US 2008', febrero: Estados Unidos. Festival de Cine de Orlando (OLA Fest) y Tampa Bay Tango.

- 'Europe 2008', marzo: Basilea, Berlín, Hamburgo, Milano, Viena, Bucarest, Londres.

- 'Canadá y Europa 2008', abril: Montreal, Quebec y Toronto. En mayo: Brujas, Einhoven, Bonn, Hannover, Muenster, Viersen.

- 'Europa 2008', junio: Brujas, Ámsterdam, Estambul, Pisa, Lille.

- 'Europa 2008', noviembre: Stuttgart, Atenas, Barcelona, Albi, París, Múnich, Weimar, Zúrich, Viena.

- 'Colombia 2008', noviembre: Bogotá, Medellín.

- 'Europa 2009', junio: Berlín, Laussana, Frankfurt, Bucarest, Milán, Torino, Vicenza, Praga, Galway, Dublín, Limerick, Stuttgart.

- 'US 2009', julio: Chicago, Filadelfia, LA, Washington, NYC

- 'Europa 2009', julio: Huesca (Pirineos Sur), Cartagena (La Mar de Músicas)

- 'Brasil 2009', septiembre: Río de Janeiro, Brasilia, San Pablo.

- 'España 2009', noviembre: Burgos, San Sebastián, Madrid, Barcelona, Bilbao (Amorebieta).

- 'Brasil 2010' San Pablo

- 'Europa 2010', Lisboa, Marbella, Ravena, Bucarest, Múnich, Stuttgart, Barcelonnette, Copenhague, Tarbes, Ariano, Budapest, Moscú, Oslo, Cannes, Vicenza, Londres, Chichester.

- 'Brasil', 2010 San Pablo y Paraty.

- 'UK 2011', enero Chichester, Presteigne, Canterbury, Norwich, Glasgow, Bracknell.

- 'Europa 2011', abril / mayo Belgrado, Sofía, Bucarest, Cluj, Roma, Basilea, Udine, Rivoli, Milán, Bruselas, Bonn, Cesena.
- Europa 2012 mayo: Belgrado, Bremen, Bonn, Caen, Rívoli, Palermo, Marsella, Stuttgart, Luxemburgo, Lyon, Estambul, Sibiu, Venecia, Hayward Heath.
- Europa 2012 septiembre: Ámsterdam, Halle, Eindhoven, Róterdam, Aix les Bains, Milán, Oslo, Bucarest, Bari, Pisa.
- Brasil 2013, abril: San Pablo.
- Europa 2013 mayo, junio: Palermo, Milán, Cesena, Cracovia, Moscú, Rivoli, París, Ardingly, Potenza, Goirle, Tilburg, Heerlen, Moscú 2, Stuttgart, Cluj, Bree, Roma, Milán 2.
- Europa 2014 abril y mayo: Basilea, Venecia, Bonn, La Spezia, Caen, Hamburgo, Bruselas, Stuttgart, Plasencia, Madrid, Le Havre y Ardingly.
- Europa 2014 noviembre: Múnich, Krefeld, Bruselas, Eppelheim y Stuttgart.  [null Europa]
- 2015 mayo julio: Madrid, Ardingly, Múnich, Heerlen, Bruselas, Bremen, Padua, Stuttgart, Cagliari, Le Havre, Bologna, Leipzig.
- México 2015 agosto: Chihuahua, Ciudad Juárez
- Europa 2016 mayo: Copenhague, Metz, Roma, Trieste, Siena, Bonn, Toulouse, Stuttgart, Núremberg, Oldenburg, Nysa, Berlín, Ardingly.
- Europa 2016 agosto: Tarbes, Bucarest.
- Europa 2016 octubre: Redon, Rennes.
- Europa 2017 mayo: Montpellier, Varese, París, Molhouse.
- Europa 2017 agosto: Núremberg, Stuttgart, Eppelheim, Meiningen.
- USA 2017 Octubre: San Francisco, Los Ángeles, Washington D. C., Hartford
- Europa 2018 abril, mayo: Le Puy en Velay, Berlín, París (x2), Heidelberg, Núremberg, Stuttgart, Metz, Cuneo.

Las canciones de Otros Aires aparecen en cientos de compilados de Electrónica y Tango Nuevo / Electrónico: Tango Club Night vol 1 y Tango Club Night vol 2, The Roots of Electronic Tango, Beginner's Guide to Tango Lounge, TangoMotion, Elevage Tango Sessions, Think Global Tango, Last Tango in Athens, Best of Kosmos, Bar Tango, Buenos Aires París vol2, Vallbal, Buenos Aires Late 1 y 2, Buenos Aires by Night, Two for Tango, Spanish Journey 2 y en el respetadísimo compilado de música electrónica Buddha Bar entre otros.
Sus vídeos ya cuentan con cientos de miles de visitas en YouTube

## Discografía
En el año 2004, la banda editó su álbum debut Otros Aires, el cual cuenta con diez temas:
1. Sin Rumbo (contiene samples de La Viruta interpretado por la Orquesta de Juan D'Arienzo en 1936)
2. Percanta (enlace roto disponible en Internet Archive; véase el historial, la primera versión y la última). (contiene samples del primer tango canción de la historia Mi noche triste grabado por Carlos Gardel)
3. La Pampa Seca (enlace roto disponible en Internet Archive; véase el historial, la primera versión y la última). (contiene samples de El Carretero grabado por Carlos Gardel en 1922)
4. Barrio de Tango (enlace roto disponible en Internet Archive; véase el historial, la primera versión y la última).
5. Milonga Sentimental (enlace roto disponible en Internet Archive; véase el historial, la primera versión y la última). (contiene samples de Milonga Sentimental grabado por Carlos Gardel en 1929)
6. Aquel muchacho bueno (contiene samples de Aquel Muchacho Triste grabado por Carlos Gardel en 1929)
7. Rotos en el Raval
8. De puro curda
9. Amor que se baila (contiene samples de Aquel Muchacho Triste grabado por Carlos Gardel en 1929)
10. En dirección a mi casa (contiene samples de El Carretero grabado por Carlos Gardel en 1922)

- 2007 Otros Aires Dos:

1. Allerdings Otros Aires
2. Otro Puente Alsina Incluye samples de "Otro Puente Alsina" de Benjamín Tagle Lara grabado por Rosita Quiroga en el año 1926.
3. Otra Noche en La Viruta
4. Los Vino'
5. Niebla del riachuelo
6. Un baile a beneficio
7. La Yumba
8. Junto a las piedras
9. Otra esquina
10. A veces

- 2008 Vivo En Otros Aires:

1. Introducción
2. Milonga sentimental
3. Sin rumbo
4. Rotos en El Raval
5. Allerdings Otros Aires
6. Un baile a beneficio
7. Otra noche en La Viruta
8. Aquel muchacho bueno
9. Barrio de tango
10. La Pampa Seca
11. Amor que se baila
12. Percanta
13. Los Vino
14. La Yumba
15. Allerdings Otros Aires

- 2010 Otros Aires Tricota:

1. Tristeza de Arrabal
2. Essa
3. Quisiera que estés conmigo
4. Barrio de amor
5. Tangwerk
6. Junto a la aurora
7. Mariposita
8. El misionero
9. No sé
10. La otra orilla

- 2013 Otros Aires 4

1. Big Man Dancing
2. Perfume de mujer
3. Buenos Aires va
4. Raro (Versión Español Siciliano)
5. El porteñito
6. Poema
7. Con un hachazo al costado
8. Perfect Day
9. Otro Puente Alsina Reloaded
10. Volver a verte
11. Catedral
12. Big Man Dancing (Remix by Viví Pedraglio)
13. Los Vino Movilo (Bonus)

- 2016 Otros Aires - Perfect Tango

1. Amor o nada
2. Like a Tango
3. Bailando sin paraíso
4. Solo esta noche
5. The Perfect Tango
6. Todo baila
7. Perro Viejo
8. Digital Ego
9. Un matecito y un beso
10. I´ve seen tha face before

- 2017 Otros Aires - Balkan Airs

1. Parni Roklia / Amor que se baila
2. Mange Kralica / Con hachazo al costado
3. Balkan sin rumbo
4. Aide Ko Pazari
5. Los Vino - Movilo
6. Milonga sentimental / Mi Dona
7. Romano Chavo
8. La Yumba
9. Taro Ekvado / Rotos en El Raval
10. Mi Muka / Tristeza de arrabal
11. Mange Kralica (Solo) / Con hachazo al costado
12. Taro Ekvador (Solo) / Rotos en El Raval
13. Milonga Sentimental / Mi Dona (Gypsy)

## Videografía
- Like a Tango
- Otra Noche en La Viruta
- Milonga Sentimental
- Sin Rumbo
- Rotos en el Raval'
- Allerdings Otros Aires'
- A veces'
- Vivo en Otros Aires'